# Elvis Fatović
Elvis Fatović (Dubrovnik, 1971. május 8. ― ) Európa-bajnoki ezüstérmes visszavonult horvát vízilabdázó, edző. Jelenleg a spanyol CNA Barceloneta vezetőedzője.

## Sportpályafutása

### Játékosként
Szülővárosában kezdett vízilabdázni, a Jug Dubrovnik csapatában. Klubkarrierje szorosan kötődik az Adria-parti együtteshez, hiszen eltekintve az egyéves zágrábi kitérőtől (1992 és 1993 között), Dubrovnikban játszott. Fehér-kék-vörös színekben 1993 és 2007 között hat alkalommal szerzett horvát bajnoki címet, hétszer nyert horvát kupát, valamint 2001-ben és 2006-ban a Bajnokok ligájában is felállhatott a dobogó tetejére. Játékospályafutását 2007-ben fejezte be.
Utánpótláskorú játékosként tagja volt a jugoszláv junior válogatottnak, mellyel 1989-ben világbajnoki, egy évvel később pedig Európa-bajnoki címet szerzett. A horvát nemzeti válogatott keretébe majdnem 28 éves korában kapott először meghívót, majd 2000-ben tagja volt a sydney-i olimpián 7. helyezést elért csapatnak is. 2003-ban Európa-bajnoki ezüstérmet nyert, valamint 9. helyen végzett a világbajnokságon. 2004-ben 10. helyen zárt az athéni ötkarikás játékokon a horvát nemzeti együttes tagjaként.

### Edzőként
Játékoskarrierje befejeztével a Jug Dubrovnik vezetőedzője lett. Nevelőegyesülete kispadjáról 2011-ben állt fel, ezalatt három idényben vezette a Jugot horvát bajnoki címig (2008-09, 2009-10, 2010-11), két alkalommal kupagyőzelemig (2008-09, 2009-10), valamint egy alkalommal Adria-liga győzelemig (2008-09).
2005 és 2012 között Ratko Rudić szövetségi kapitány mellett a horvát válogatott másodedzője volt. 2013 tavaszától egészen a tokiói olimpiáig szövetségi kapitányként irányította az ausztrál férfiválogatottat. Irányítása alatt az ausztrálok két világversenyen is a dobogós helyezést ért el: a 2018-as világkupán ezüstérmet, a 2019-es világligán pedig bronzérmet szerzett.
2021 ősze óta a CNA Barceloneta vezetőedzője.

## Eredményei játékosként

### Klubcsapattal

#### Jug Dubrovnik
- Horvát bajnokság
  - Bajnok: 1999-00, 2000-01, 2003-04, 2004-05, 2005-06, 2006-07
  - Ezüstérmes: 1994-95, 1995-96, 1998-99
  - Bronzérmes: 1991-92, 1996-97
- Horvát kupa
  - Győztes: 1994-95, 1996-97, 2000-01, 2002-03, 2003-04, 2004-05, 2006-07
  - Ezüstérmes: 1993-94, 1995-96, 1999-00, 2001-02, 2005-06
- Bajnokok ligája
  - Győztes: 2000-01, 2005-06
  - Ezüstérmes: 2006-07
- LEN-szuperkupa
  - Győztes: 2006

#### Mladost Zagreb
- Horvát bajnokság
  - Bajnok: 1992-93
- Horvát kupa
  - Győztes: 1992-93
- Bajnokcsapatok Európa-kupája[3]
  - Ezüstérmes: 1992-93

### Válogatottal

#### Jugoszlávia (junior)
- Világbajnokság
  - Aranyérmes: 1989
- Európa-bajnokság
  - Aranyérmes: 1990

#### Horvátország
- Olimpiai játékok
  - 7. hely: 2000
  - 10. hely: 2004
- Világbajnokság
  - 9. hely: 2003
- Európa-bajnokság
  - Ezüstérmes: 2003

## Magánélete
Fia, Loren Fatović világ- és Európa-bajnok vízilabdázó.